# Salomon Nirisarike
Salomon Nirisarike (Gisenyi, 23 maart 1993) is een Rwandees voetballer. Hij verruilde in 2014 Antwerp FC voor Sint-Truidense VV. Nirisarike is tevens actief in het Rwandees voetbalelftal, waarvoor hij in 2012 in een vriendschappelijke wedstrijd tegen Tunesië debuteerde. De wedstrijd werd met 5-1 verloren.

## Statistieken
| seizoen | club              | land   | competitie            | wed. | goals |
| ------- | ----------------- | ------ | --------------------- | ---- | ----- |
| 2011/12 | Isonga FC         | Rwanda | Premier League Rwanda | ?    | ?     |
| 2012/13 | Antwerp FC        | België | Tweede klasse         | 26   | 1     |
| 2013/14 | Antwerp FC        | België | Tweede klasse         | 18   | 2     |
| 2014/15 | Sint-Truidense VV | België | Tweede klasse         | 5    | 0     |
| 2015/16 | Sint-Truidense VV | België | Eerste Klasse         | 10   | 0     |
| 2016/17 | AFC Tubize        | België | Tweede klasse         | 21   | 1     |
| 2017/18 | AFC Tubize        | België | Tweede klasse         | 33   | 3     |
| 2018/19 | AFC Tubize        | België | Tweede klasse         | 28   | 0     |
| Totaal  | Totaal            | Totaal | Totaal                | 141  | 7     |